# Selenotoca
Selenotoca – rodzaj ryb promieniopłetwych z rodziny argusowatych (Scatophagidae).

## Zasięg występowania
Rodzaj obejmuje gatunki występujące w Indo-Pacyfiku.

## Systematyka

### Etymologia
Selenotoca: gr. σεληνη selēnē „księżyc”; τοκος tokos „poród, połóg”.

### Podział systematyczny
Do rodzaju należą następujące gatunki:
- Selenotoca multifasciata (Richardson, 1846)
- Selenotoca papuensis Fraser-Brunner, 1938